# Ma Fuxiang
Ma Fuxiang (chinois simplifié : 马福祥 ; chinois traditionnel : 馬福祥 ; pinyin : mǎ fúxiáng), né le 4 février 1876 dans la forteresse de Hezhou (河州城, aujourd'hui divisé entre la ville-district de Linxia et le xian de Linxia), dans la province du Gansu, sous la dynastie Qing, et décédé le 19 août 1932, est un officier hui de la Clique des Ma, pendant la période des Seigneurs de la guerre chinois (1916-1928), sous le gouvernement de Beiyang de la république de Chine (1912-1949), en Chine continentale.